# Xiangfei
En la biografia de Xiangfei, coneguda com la concubina Fragant (en xinès: 香妃; en pinyin: Xiāngfēi; en uigur: ئىپارخان), es barreja realitat i llegenda. Nascuda el 1734 i morta el 1788. Era neta d'un líder uigur molt respectat pels musulmans, Apak Khoja, de la ciutat oasi de Kaixgar a la ruta de la Seda. Per la seva bellesa, Iparhan, que era el seu nom abans d'ingressar a l'harem de l'emperador Qianlong (de la dinastia Qing), va esdevenir concubina (encara que hi ha dubtes perquè això potser es tracta d'una confusió). Arribà a la categoria d'esposa. Coneguda com a concubina Fragant per la seva olor corporal. Ha estat una figura estimada tant pels uigurs com pels han. La seva tomba és dins d'un monument històric, el mausoleu d'Apak Khoja (construït el 1640), on reposen unes setanta restes de cinc generacions dels khoja, situat a uns cinc quilòmetres de Kaixgar (Xinjiang). Actualment és un lloc molt visitat pels turistes.